# Фортеця Сан-Феліпе
Фортеця Сан Феліпе (ісп. Fortaleza San Felipe) — історична іспанська фортифікаційна споруда, розташована на півночі Домініканської Республіки в провінції Пуерто Плата. Відома як Ель Морро де Сан Феліпе і використовувався для захисту міста Пуерто Плата від піратів та корсарів. Він розташований на пагорбі на Puntilla Del Malecón, з видом на Атлантичний океан; його стратегічне розташування захищало вхід до морського порту міста. Будівництво форту було замовлено іспанським королем Феліпе II у 1564 році, а завершено його в 1577 році доном Ренгіфо де Ангуло, мером форту.
Сьогодні Фортеця Сан Феліпе є музеєм, де зберігаються військові артефакти XVIII—XIX століть.

## Історія
Форт став місцем однієї з небагатьох сухопутних битв у Квазі-війні проти США у травні 1800 року. У битві при гавані Пуерто-Плата американські сили перемогли французькі та іспанські війська.
Фортеця Сан-Феліпе використовувався як в'язниця, саме там Педро Сантана ув'язнив одного з батьків-засновників — Квартет Хуана Пабло.
Фортеця була перетворена в музей у 1965 році, піддалася капітальному ремонту в 1972 році і в 1983 році була офіційно відкрита для відвідування. Сьогодні фортеця є єдиним залишком 16 століття в Пуерто-Плата, оскільки все інше було зруйновано в битвах або пожежах під час війни за відновлення незалежності.

## Галерея

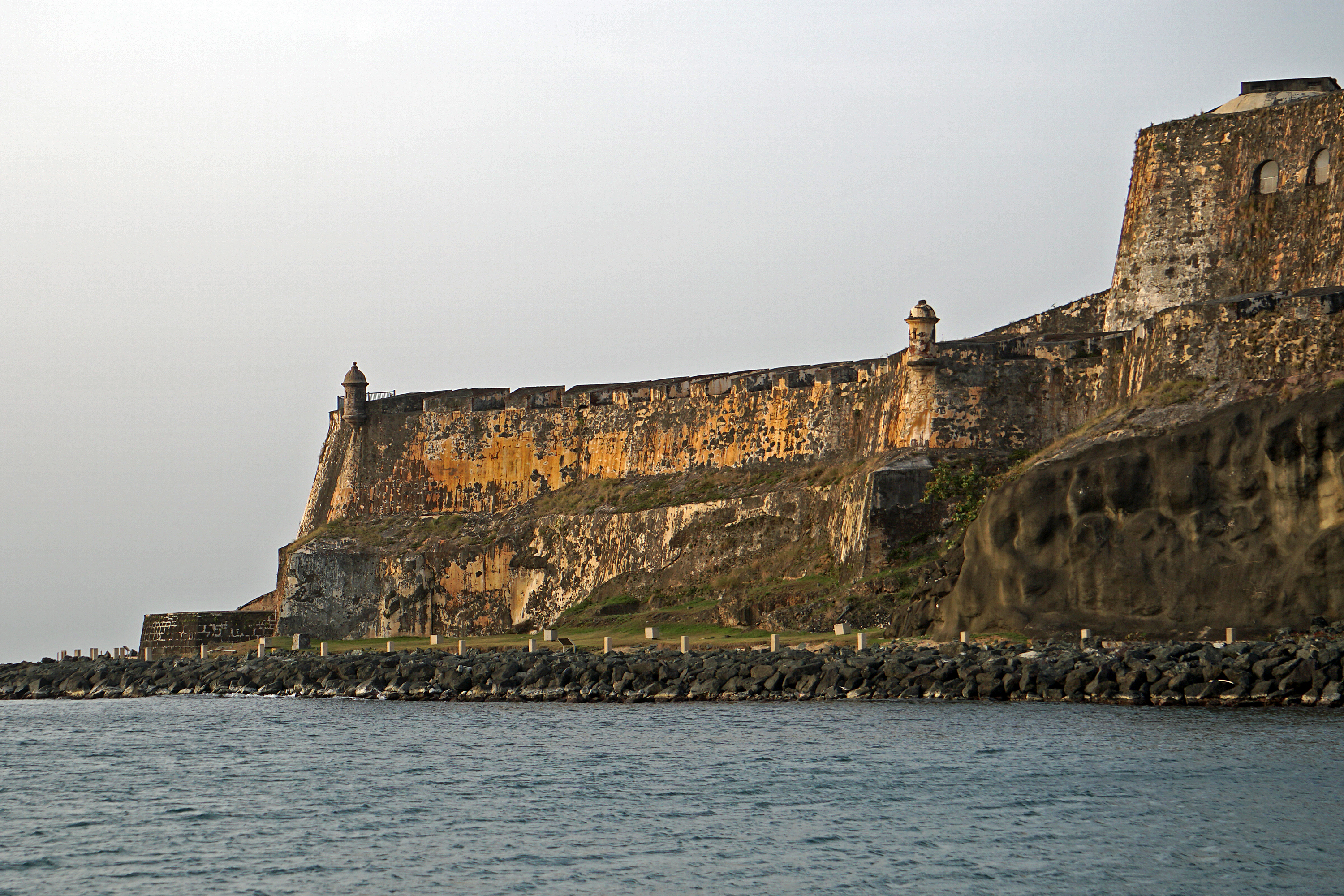
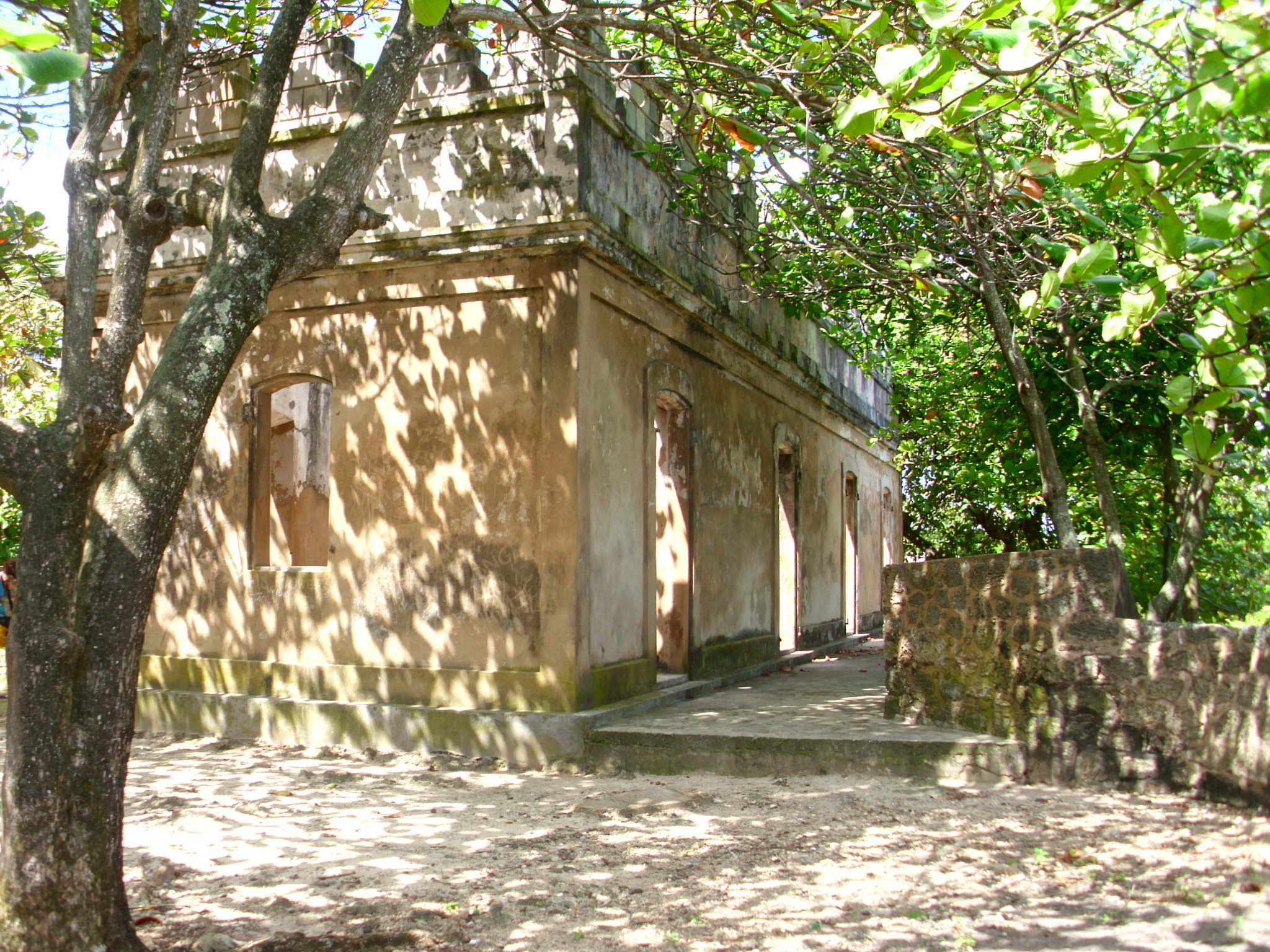
Резиденція командира на східному пагорбі
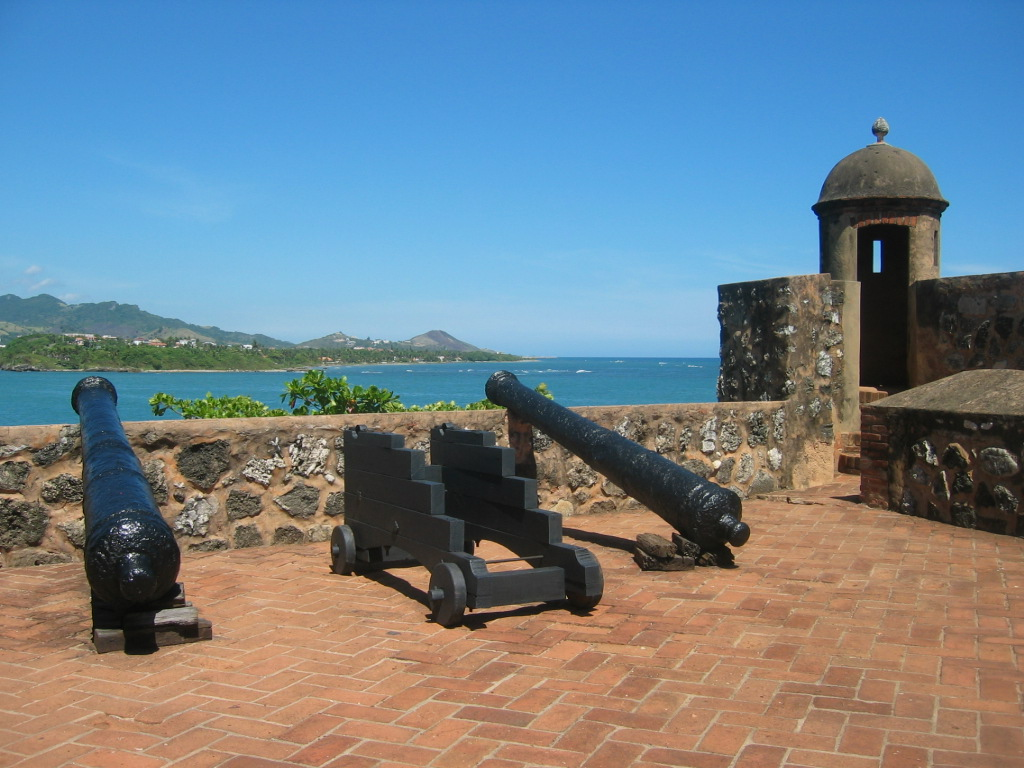